# Seznam indijskih generalov
Seznam indijskih generalov.

## A
- Monovar Kan Afridi
- Amiya Kumar Lahiri
- Anup Singh Jamwal
- Ashok Chaki
- Ashok Samantaray
- Ashok Vasudev
- Avtar Singh

## B
- Bhamidipati Sadananda
- Bhopinder Singh
- Bhupender Singh Thakur
- Bijoy Nandan Shahi
- Bittianda Karriappa Bopanna
- Brij Mohan Kapur

## C
- Charanjit Singh Brar
- Charanjit Singh

## D
- Dalbir Singh
- Dharam Parkash Sehgal
- Dilip N. Desai
- Dinesh Singh Chauhan

## G
- Gaganjit Singh
- Gambhir Singh Negi
- Gen. Ashok Chaki
- Gopal Krishan Duggal
- Gurbaksh Singh Sihota
- Gurpreet Singh

## H
- Harbans Singh Kanwar
- Hari Prasad
- Hari Uniyal
- Harjinder Singh Bagga

## I
- Indra Jeet Singh Bora
- Iqbal Singh

## J
- Jagdish Chander
- Jai Bahagwan Singh Yadava
- Jamshedji Manekshaw
- Jawahar Lal Sharma
- Jitendra Singh Varma
- Joginder Jaswant Singh
- John Ranjan Mukherjee

## K
- Kamal Davar
- Kapil Vij
- Keshav Chander Padha
- Krishan Pal
- Krishnamurthy Nagraj
- Kuldip Singh Jamwal
- Kulwant Singh
- Kuppanda Ponnappa Nanjappa
- Lal Ramrakhiani
- Lalit Mohan Tewari

## M
- Madabushi Krishnamachari
- Madhawa Anand Tutakne
- Manmohan Singh
- Mathew Mammen
- Mohan Anand Gurbaxani
- Mohan Chadha
- Mohan Chandra Bhandari
- Mohinder Puri
- Mohinder Singh
- Mono Bhagat

## N
- Narayan Chatterjee
- Narayan Singh Pathania
- Naresh Chand
- Nilendra Kumar
- Nirmal Chander Vij

## L
- Onkar Singh Lohchab

## P
- Prakash S. Chaudhary
- Prakash Suri
- Pramod Kumar Grover
- Pratap Dayal

## R
- Raghubir Singh Shahrawat
- Rajendra Kumar Mehta
- Rajendra Singh
- Rajinder Bir Singh
- Rajinder Kumar Mehta
- Rajinder Singh Jamwal
- Rajinder Singh
- Rakesh Dass
- Rana Sudhir Kumar Kapur
- Ranjit Singh Nagra
- Ranjit Singh Nagra
- Ravinder Kumar Batra
- Ravinder Nath Kapur
- Ravindra Mohan Chadha
- Richard Khare
- Roshan Lal Magotra
- Rostum Kaikhushru Nanavatty

## S
- Sarab Jot Singh Saighal
- Sarvjit Singh Chahal
- Satbir Singh
- Satnam Singh
- Satya Pal Malhotra
- Sebastian Thomas Manimala
- Shamsher Singh Mehta
- Shankar Prasad
- Shantonu Choudhry
- Srirangam Rajagopalan Ranganathan Aiyengar
- Subhash Chander
- Sudhir Mohan
- Sudhir Sharma
- Sundararajan Padmanabhan
- Surendra Kumar Jain
- Susheel Gupta

## T
- Tejinder Jit Singh Gill
- Tejinder Singh Shergill
- Triyugi Rai

## V
- Varinder Singh Yadav
- Veerpal Singh
- Vijay Kumar Jetley
- Vijay Kumar Kapoor
- Vinayak Gopal Patankar
- Vinod Bhanot
- Vinod Chopra
- Virender Singh Budhwar